# Liste der Bodendenkmäler in Rehau
Auf dieser Seite sind die Bodendenkmäler in der oberfränkischen Stadt Rehau zusammengestellt. Diese Tabelle ist eine Teilliste der Liste der Bodendenkmäler in Bayern. Grundlage ist die Bayerische Denkmalliste, die auf Basis des Bayerischen Denkmalschutzgesetzes vom 1. Oktober 1973 erstmals erstellt wurde und seither durch das Bayerische Landesamt für Denkmalpflege geführt wird. Die folgenden Angaben ersetzen nicht die rechtsverbindliche Auskunft der Denkmalschutzbehörde.

## Bodendenkmäler der Gemeinde Rehau

### Bodendenkmäler in der Gemarkung Faßmannsreuth
| Lage                     | Objekt                       | Akten-Nr.     | Bild |
| ------------------------ | ---------------------------- | ------------- | ---- |
| Faßmannsreuth (Standort) | Mittelalterlicher Turmhügel. | D-4-5738-0001 |      |
| Faßmannsreuth (Standort) | Neuzeitliche Verschanzung.   | D-4-5738-0005 |      |

### Bodendenkmäler in der Gemarkung Fohrenreuth
| Lage                   | Objekt                                 | Akten-Nr.     | Bild |
| ---------------------- | -------------------------------------- | ------------- | ---- |
| Fohrenreuth (Standort) | Zinnabbau vermutlich des Mittelalters. | D-4-5738-0003 |      |

### Bodendenkmäler in der Gemarkung Pilgramsreuth
| Lage                     | Objekt | Akten-Nr.     | Bild |
| ------------------------ | --- | ------------- | ---- |
| Pilgramsreuth (Standort) | Befunde des Mittelalters und der frühen Neuzeit im Bereich der Evangelisch-Lutherischen Pfarrkirche von Pilgramsreuth. | D-4-5738-0049 |      |

### Bodendenkmäler in der Gemarkung Rehau
| Lage             | Objekt | Akten-Nr.     | Bild |
| ---------------- | --- | ------------- | ---- |
| Rehau (Standort) | Erdstall des Mittelalters oder der frühen Neuzeit. | D-4-5738-0007 |      |
| Rehau (Standort) | Mittelalterlicher Burgstall. | D-4-5738-0008 |      |
| Rehau (Standort) | Archäologische Befunde des Mittelalters und der frühen Neuzeit, darunter solche von Vorgängerbauten, im Bereich der Evangelisch-LutherischenStadtpfarrkirche St. Jobst von Rehau mit ehemalige befestigtem Kirchhof. | D-4-5738-0034 |      |
| Rehau (Standort) | Archäologische Befunde des Mittelalters und der frühen Neuzeit im Bereich der Altstadt von Rehau in der Ausdehnung vor dem Brand 1817.                                                                               | D-4-5738-0035 |      |

### Bodendenkmäler in der Gemarkung Wurlitz
| Lage               | Objekt                       | Akten-Nr.     | Bild |
| ------------------ | ---------------------------- | ------------- | ---- |
| Wurlitz (Standort) | Mittelalterlicher Turmhügel. | D-4-5737-0021 |      |